# Submarino
Submarino ist ein dänischer Spielfilm aus dem Jahr 2010. Der Film entstand nach dem gleichnamigen Roman des dänischen Autors Jonas T. Bengtsson.

## Handlung
Nick und sein kleiner Bruder wachsen in schwierigen Verhältnissen auf. Ihre Mutter ist alleinerziehend und Alkoholikerin. Die beiden kümmern sich um ihren kleinen Bruder, der nur einige Monate alt ist. Sie verstecken den Alkohol vor der Mutter. Als diese das Haus verlässt, betrinken sich die beiden Jungs. Am nächsten Morgen findet Nick das Baby tot in seinem Bett. Das Schuldgefühl für den Tod des Kindes soll Nick sein Leben lang nicht mehr verlassen.
Jahre später. Nick ist nach längerer Haftstrafe wieder auf freiem Fuß. Er lebt in einem einfachen Zimmer und führt eine lose Beziehung mit seiner Nachbarin Sofie. Die Mutter ist mittlerweile verstorben und Nick versucht telefonisch Kontakt mit dem jüngeren Bruder aufzunehmen. Bei seinem ersten Anruf nimmt der Bruder sogar ab. Nick ist jedoch nicht in der Lage sich zu erkennen zu geben. Wütend über sich selbst schlägt er mit der blanken Faust auf den öffentlichen Telefonapparat ein. Er bricht sich die Hand dabei und behandelt die Verletzung notdürftig. Der schweigsame, harte Mann trainiert dennoch unverdrossen im Fitnesscenter und trifft auf der Straße den niedergeschlagenen Ivan. Der korpulente Ivan ist der Bruder von Nicks Ex-Freundin und ebenso einsam wie er. Ivan sehnt sich nach Zärtlichkeit, schafft es jedoch nicht überhaupt in Kontakt zu einer Frau zu treten. Eines Abends hat er erstmals Sex mit Sofie. Als Nick zurück nach Hause kommt, findet er Sofie erwürgt auf ihrem Bett.
Drei Wochen vorher. Nicks Bruder kümmert sich rührend um seinen kleinen Sohn Martin. Dessen Frau ist vor ein paar Jahren bei einem Autounfall ums Leben gekommen. Sie war ebenso von Heroin abhängig wie er. Die Fürsorge will ihm das Sorgerecht für den Jungen entziehen. Nach der Beerdigung der Mutter trifft erstmals seit Jahren wieder seinen Bruder Nick. Von Nick erhält er das komplette Erbe. Das Geld investiert er in Heroin, um als Dealer zukünftig sein Geld zu verdienen. Er wird schließlich auf der Straße von der Polizei verhaftet.
Nick wird des Mordes an Sofie beschuldigt und sitzt in Untersuchungshaft, wo er seinen Bruder wieder trifft, der sich in der Haft das Leben nimmt. Die Wunde an seiner Hand ist schwer entzündet. Er kommt ins Justizkrankenhaus, wo seine rechte Hand amputiert wird. Sein Anwalt und die Ärzte kommen zu der Überzeugung, dass Nick mit der verletzten Hand den Mord nicht begangen haben kann. Nick wird aus der Haft entlassen und trifft bei der Beerdigung seines Bruders den kleinen Martin.

## Auszeichnungen

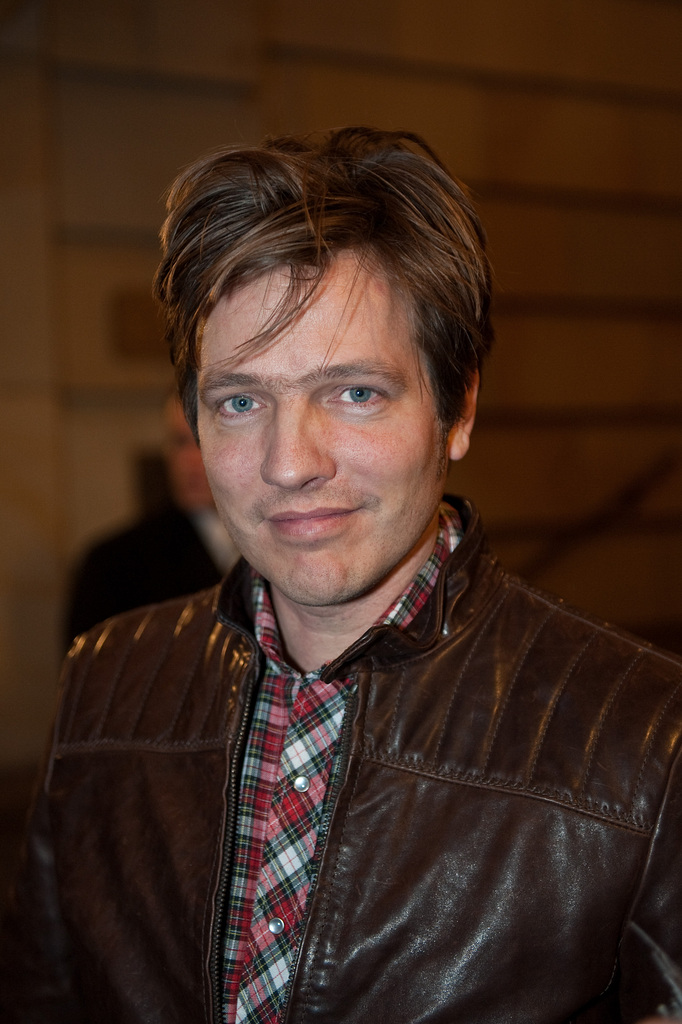
Thomas Vinterberg auf der Berlinale 2010

Der Film wurde zum Wettbewerb um den Goldenen Bären zur 60. Berlinale eingeladen und dort am 13. Februar 2010 uraufgeführt. Am 20. Oktober 2010 wurde Submarino mit dem Filmpreis des Nordischen Rates ausgezeichnet. Bei der Verleihung des Europäischen Filmpreises 2010 folgte eine Nominierung für Jakob Cedergren als bester Darsteller. Bei der Vergabe des dänischen Filmpreises Bodil folgten fünf Nominierungen – Patricia Schumann gewann den Preis als Beste Nebendarstellerin. Separat wurde ein Sonderpreis für Drehbuchautor Tobias Lindholm vergeben, der auch das Skript zum preisgekrönten Gefängnisdrama R schrieb. 15 Nominierungen erhielt Submarino bei der Verleihung des dänischen Robert. Prämiert wurden Peter Plaugborg als Bester Nebendarsteller, das Szenenbild, die Kostüme, die Filmmusik und der Filmsong („Riverside“ von Agnes Obel).